# Castronuño
Castronuño – gmina w Hiszpanii, w prowincji Valladolid, w Kastylii i León, o powierzchni 124,46 km². W 2011 roku gmina liczyła 954 mieszkańców.